# Mark Elder

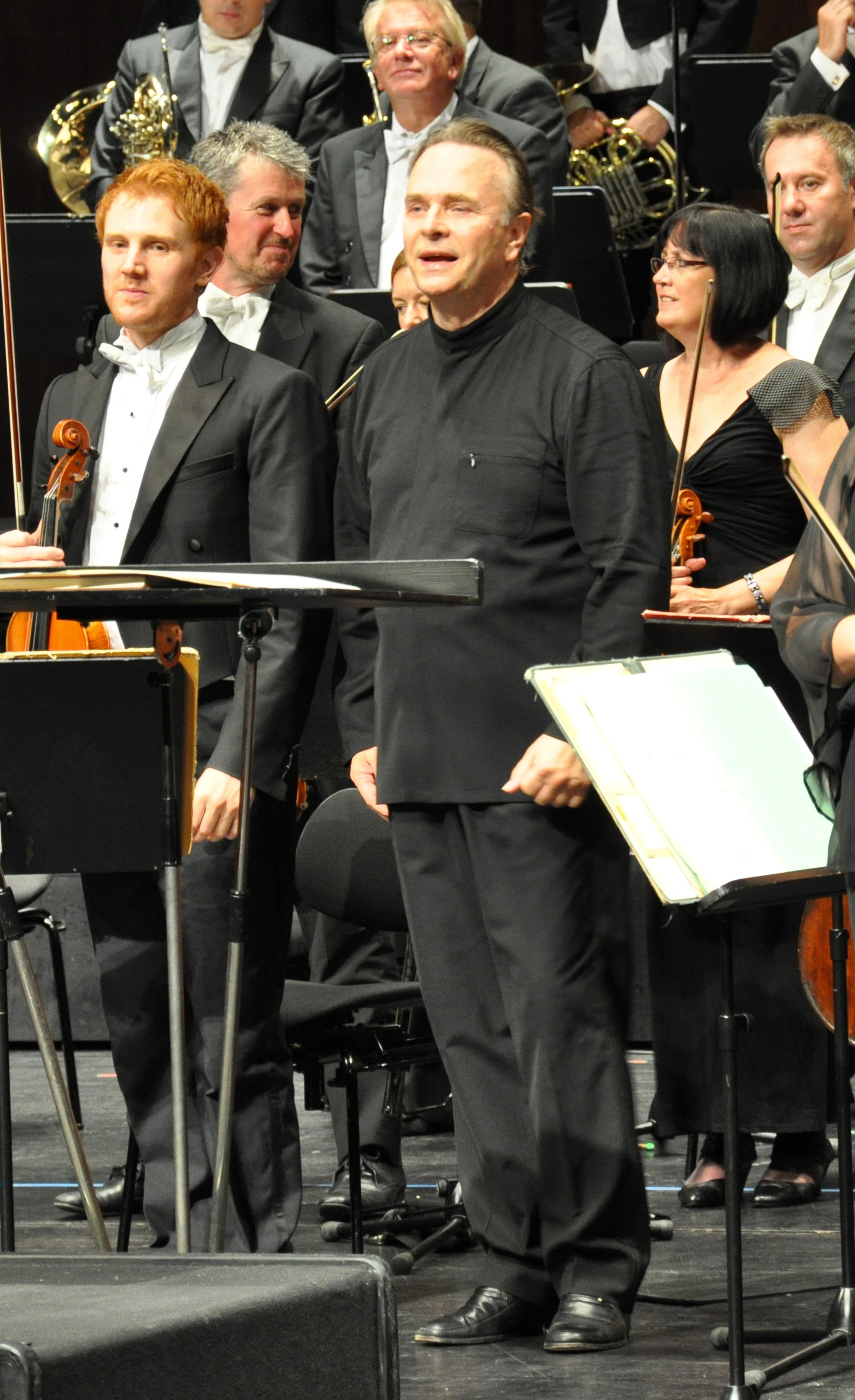
Mark Elder, 2011

Sir Mark Elder CBE, CH, (* 2. Juni 1947 in Hexham) ist ein britischer Dirigent.

## Leben
Elder war zwischen 1979 und 1993 musikalischer Leiter der English National Opera. Daneben wirkte er von 1989 bis 1994 als Music Director des Rochester Philharmonic Orchestra in den USA und von 1992 bis 1995 als Erster Gastdirigent des City of Birmingham Symphony Orchestra sowie des BBC Symphony Orchestra (1982–1985) und der London Mozart Players (1980–1985). Seit 2000 ist er Chefdirigent des Hallé-Orchesters in Manchester.
Elder arbeitete mit internationalen Orchestern wie dem Chicago Symphony Orchestra, Boston Symphony Orchestra, dem Concertgebouw-Orchester Amsterdam, dem Los Angeles Philharmonic Orchestra und dem Orchestre de Paris und dirigierte an Opernhäusern wie dem Royal Opera House Covent Garden in London, der Metropolitan Opera New York, the Opéra National de Paris, der Lyric Opera of Chicago, der Glyndebourne Festival Opera und der Bayerischen Staatsoper in München. Er war auch Gastdirigent bei den Bayreuther Festspielen und wirkt regelmäßig bei den Proms mit. 1980 gastierte er als einer der ersten westlichen Dirigenten in Ost-Berlin und leitete u. a. die Uraufführung von Friedrich Goldmanns Violinkonzert an der Komischen Oper.
1989 wurde er als Commander des Order of the British Empire, 1991 mit dem Olivier Award ausgezeichnet. 2008 wurde er zum Knight Bachelor („Sir“) geschlagen.
Mit Barrie Gavin produzierte er 1994 für die BBC einen Film über das Leben und Werk Giuseppe Verdis, 1996 für das deutsche Fernsehen einen Film über Gaetano Donizetti. Es wurden zahlreiche Aufnahmen (Alben und CDs) unter seiner musikalischen Leitung produziert. Von 2011 bis 2019 war Mark Elder der künstlerische Leiter von Opera Rara.